# Aladin El-Mafaalani

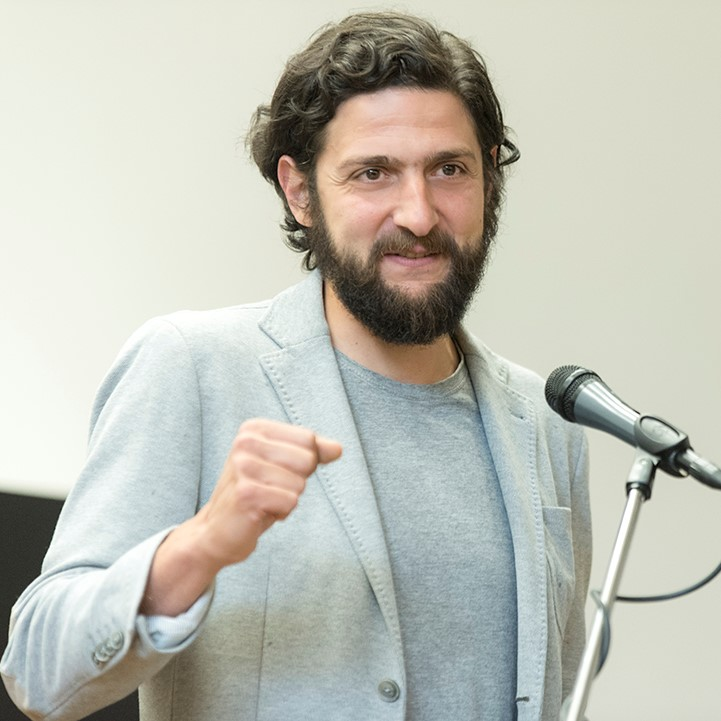
Aladin El-Mafaalani (2016)

Aladin El-Mafaalani (* 1978 in Datteln) ist ein deutscher Soziologe und Hochschullehrer sowie Träger des Bundesverdienstkreuzes. Seit 2024 ist er Professor für Migrations- und Bildungssoziologie an der Technischen Universität Dortmund. Von 2013 bis 2018 war er Professor für Politikwissenschaft und Politische Soziologie an der FH Münster. Von 2019 bis 2024 war er Ordinarius für Erziehungswissenschaft mit Schwerpunkt Erziehung und Bildung in der Migrationsgesellschaft an der Universität Osnabrück. 

## Leben
El-Mafaalani wurde als Kind eines 1971 aus Syrien eingewanderten Akademikerehepaars im Ruhrgebiet geboren und wuchs dort auf. Nach dem Abitur 1998 am Theodor-Heuss-Gymnasium in Waltrop leistete er seinen Wehrdienst bei der Luftwaffe. Anschließend studierte er Wirtschaftswissenschaft, Politikwissenschaft und Erziehungswissenschaft sowie Arbeitswissenschaft an der Ruhr-Universität Bochum. Dort wurde er auch 2011 im Hauptfach Soziologie promoviert. Von 2007 bis 2013 war er Lehrer am Berufskolleg in Ahlen sowie Dozent und Wissenschaftler an mehreren Hochschulen, u. a. an der Fachhochschule Dortmund, der Ruhr-Universität Bochum und der Hochschule Osnabrück. Von 2013 bis 2018 lehrte er als Professor für Politikwissenschaft und Politische Soziologie an der FH Münster und war Gründungs- und Vorstandsmitglied des Instituts für Gesellschaft und Digitales (GUD). Von 2018 bis 2019 war Aladin El-Mafaalani Abteilungsleiter im Ministerium für Kinder, Familie, Flüchtlinge und Integration in Düsseldorf und koordinierte die Integrationspolitik in Nordrhein-Westfalen. Von Juli 2019 bis 2024 war er Professor und Inhaber des Lehrstuhls für „Erziehungswissenschaft mit Schwerpunkt Erziehung und Bildung in der Migrationsgesellschaft“ an der Universität Osnabrück. Zugleich ist er ehrenamtlich Beauftragter des NRW-Integrationsministeriums in Fragen des muslimischen Engagements. Seit April 2024 hat er die Professur Migrations- und Bildungssoziologie an der Technischen Universität Dortmund inne.
Er ist Mitglied im Rat für Migration, im Netzwerk Flüchtlingsforschung, im Vorstand der Sektion „Bildung und Erziehung“ sowie im Konzil der Deutschen Gesellschaft für Soziologie. El-Mafaalanis Arbeiten im Bereich der Bildungs-, Migrations- und Stadtforschung wurden mehrfach ausgezeichnet, u. a. mit dem Augsburger Wissenschaftspreis für Interkulturelle Studien, dem Deutschen Studienpreis der Körber-Stiftung, dem Dissertationspreis des Kulturwissenschaftlichen Instituts in Essen sowie dem Lissabon-Preis.

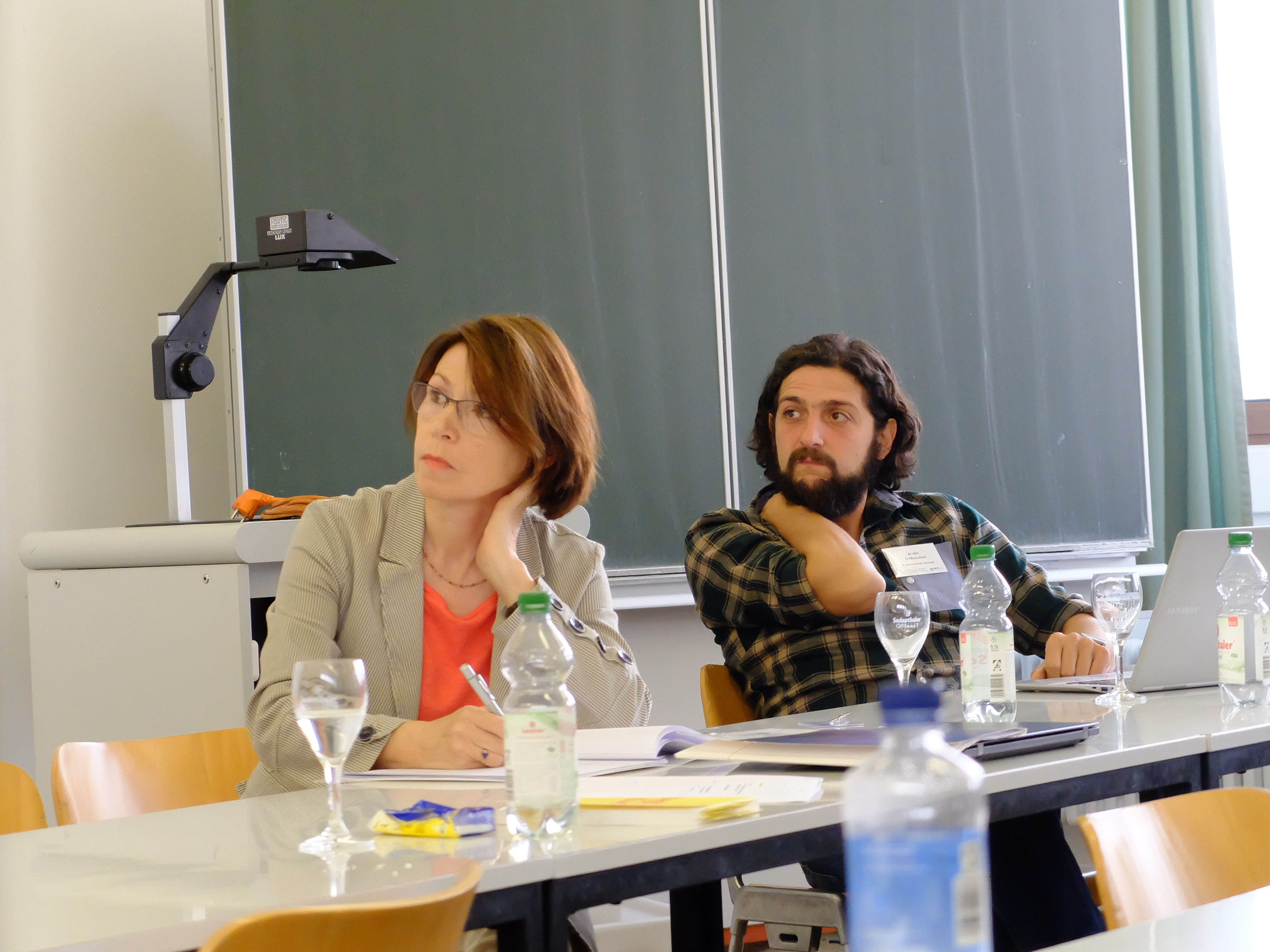
Aladin El-Mafaalani und Annette Treibel während des Soziologie-Kongresses 2016 in Bamberg

El-Mafaalani tritt bei Großveranstaltungen auf, z. B. von Arsch huh, Zäng ussenander, Birlikte, dem Deutschen Evangelischen Kirchentag oder dem Haldern Pop Festival. Häufig äußert er sich öffentlich zu gesellschaftlichen und politischen Themen, u. a. zu Bildungspolitik, Einwanderung, Flüchtlingspolitik, Radikalisierung und Diskriminierung. Seine Thesen werden auch in Nordamerika öffentlich diskutiert.
Sein 2018 erschienenes Buch Das Integrationsparadox – Warum gelungene Integration zu mehr Konflikten führt war mehrere Wochen in den Bestseller- und Bestenlisten. El-Mafaalani behauptet darin, dass sich offene Gesellschaften diversen Gegenbewegungen ausgesetzt sehen, die er sowohl in fremdenfeindlichen und nationalistischen als auch in religiös-fundamentalistischen Bewegungen verortet. Diese Schließungstendenzen versteht er als unerwartete Nebenfolgen von grundsätzlich positiv zu bewertenden Entwicklungen der sozialen Öffnung und einer zunehmend zusammenwachsenden und integrativen Gesellschaft. Die gesellschaftliche Teilhabe nehme heute auf verschiedenen Ebenen und für verschiedene Gruppen zu, wodurch Verteilungs-, Interessen- und Zugehörigkeitskonflikte wahrscheinlicher werden und es in der Folge zu Neuaushandlungen und einer Beschleunigung sozialen Wandels komme. Entsprechend fordert er, eine konstruktive Streitkultur als Leitkultur zu begreifen. 2020 erschien das Buch Mythos Bildung, in dem El-Mafaalani die Probleme und paradoxen Effekte des Bildungssystems und dessen Dynamik und Trägheit aus unterschiedlichen Perspektiven analysiert.
Er zählt zu den Mitgründern des PEN Berlin.

## Ehrungen
- 2023: Bundesverdienstkreuz am Bande[25]

## Schriften
- Ohne Schulabschluss und Ausbildungsplatz. Konzeptentwicklung und Prozesssteuerung in der beruflichen Benachteiligtenförderung. Tectum, Marburg 2010, ISBN 978-3-8288-2391-4.
- BildungsaufsteigerInnen aus benachteiligten Milieus. Habitustransformation und soziale Mobilität bei Einheimischen und Türkeistämmigen. Springer, Wiesbaden 2012, ISBN 978-3-531-19319-9, zugl. Diss. Univ. Bochum, 2011.
- Vom Arbeiterkind zum Akademiker. Über die Mühen des Aufstiegs durch Bildung. Konrad-Adenauer-Stiftung, Sankt Augustin 2014, ISBN 978-394-40159-8-9, online.
- zus. mit Sebastian Kurtenbach und Klaus Peter Strohmeier (Hrsg.): Auf die Adresse kommt es an. Segregierte Stadtteile als Problem- und Möglichkeitsräume begreifen. Beltz, Weinheim 2015, ISBN 978-3-7799-3293-2.
- zus. mit Alma Fathi u. a.: Ansätze und Erfahrungen der Präventions- und Deradikalisierungsarbeit. Leibniz-Institut HSFK, Frankfurt am Main 2016, ISBN 978-3-946459-02-6.
- zus. mit Ahmet Toprak: Muslimische Kinder und Jugendliche in Deutschland. Lebenswelten, Denkmuster, Herausforderungen. Konrad-Adenauer-Stiftung, Sankt Augustin 2017, 3. Auflage, ISBN 978-3-95721-270-2.
- zus. mit Albert Scherr und Gökcen Yüksel (Hrsg.): Handbuch Diskriminierung. Springer, Wiesbaden 2017, ISBN 978-3-658-10976-9.
- Das Integrationsparadox: Warum gelungene Integration zu mehr Konflikten führt. Kiepenheuer & Witsch, Köln 2018, ISBN 978-3-462-05164-3.
- Mythos Bildung: Die ungerechte Gesellschaft, ihr Bildungssystem und seine Zukunft. Kiepenheuer & Witsch. 2020, ISBN 978-3-462-05368-5.
- Wozu Rassismus? Von der Erfindung der Menschenrassen bis zum rassismuskritischen Widerstand. Kiepenheuer & Witsch, Köln 2021, ISBN 978-3-462-00223-2.
- (als Mitherausgeber): Handbuch Diskriminierung. Springer Fachmedien, Wiesbaden 2023, ISBN 978-3-658-42799-3.
- Soziale Ungleichheit. In: Wolfgang M. Schmitt und Ann-Kristin Tlusty (Hrsg.): Selbst Schuld! Carl Hanser Verlag, München 2024, ISBN 978-3-446-28130-1, S. 86–98.
- zus. mit Sebastian Kurtenbach und Klaus Peter Strohmeier: Kinder – Minderheit ohne Schutz. Aufwachsen in der alternden Gesellschaft. Kiepenheuer & Witsch, Köln 2025, ISBN 978-3-462-00752-7